# متیو بلچر
متیو بلچر (انگلیسی: Mathew Belcher؛ زادهٔ ۲۰ سپتامبر ۱۹۸۲) قایقران قایق بادبانی اهل استرالیا است.